# Lac Canusio
Lac Canusio är en sjö i Kanada.   Den ligger i regionen Abitibi-Témiscamingue och provinsen Québec, i den sydöstra delen av landet, 300 km norr om huvudstaden Ottawa. Lac Canusio ligger 386 meter över havet.
I omgivningarna runt Lac Canusio växer i huvudsak blandskog. Trakten runt Lac Canusio är nära nog obefolkad, med mindre än två invånare per kvadratkilometer.